# Germanischer Sturmbann Dänemark
Germanischer Sturmbann „Dänemark” (GSD)  – paramilitarny oddział Allgemeine SS złożony z Duńczyków podczas II wojny światowej
Allgemeine SS składała się ze specjalnych oddziałów przeznaczonych dla osób germańskiego pochodzenia pochodzących z okupowanych krajów. Jednym z nich był Germanischer Sturmbann „Dänemark”, utworzony w kwietniu 1942 r. w rejonie Hamburga. Podlegał on Sonderstab „Nordsee”. Całość była nadzorowana przez Wydział DII 1a Głównego Urzędu SS pod kierownictwem SS-Untersturmführera Johannesa Gustke. Członkowie Germanischer Sturmbann „Dänemark”, po wstąpieniu do oddziału, przechodzili 4-6-tygodniowy kurs paramilitarny, po czym wykonywali różnego rodzaju prace na terytorium III Rzeszy. Nosili uniformy składające się z brązowej czapki oraz czarnej bluzy i spodni. Po zakończeniu służby mieli prawo wstąpić do SS. Ważną rolę w GSD odgrywała propaganda nazistowska i antykomunistyczna. Przywódca Narodowosocjalistycznej Duńskiej Partii Robotniczej (DNSAP) Frits Clausen występował przeciwko istnieniu GSD i zabiegał u władz niemieckich o jego likwidację. W rezultacie Germanischer Sturmbann „Dänemark” został rozwiązany w styczniu 1943 r.